# خیابان ترس بخش سوم: ۱۶۶۶
خیابان ترس قسمت سوم: ۱۶۶۶ (انگلیسی: Fear Street Part Three: 1666) یک فیلم ترسناک ماوراء طبیعی آمریکایی محصول سال ۲۰۲۱ به کارگردانی لی جانیاک است این فیلم بر اساس نوشته آر.ال. استاین ساخته شده‌است، و این فیلم دنباله و قسمت اول: ۱۹۹۴ و قسمت دوم: ۱۹۷۸ است. در این فیلم بازیگرانی چون کیانا مادیرا، اشلی زوکرمن، جیلیان جیکوبز، اولیویا اسکات ولش، بنجامین فلورز جونیور به ایفای نقش پرداخته‌اند.

## داستان
پس از پیوند مجدد دست بریده سارا فیر با بقیه جسدش، اتفاقاتی عجیبی رخ خواهد داد…

## انتشار
اولین فیلم از این سه‌گانه قرار بود در ژوئن ۲۰۲۰ اکران شود، اما به دلیل دنیاگیری کووید-۱۹ از برنامه خارج شد. در آوریل ۲۰۲۰، چرنین اینترتینمنت به قرارداد توزیع خود با استودیوی قرن بیستم پایان داد و یک قرارداد چند ساله ظاهر اول با نتفلیکس منعقد کرد. تا اوت ۲۰۲۰، نتفلیکس حقوق توزیع سه‌گانه خیابان ترس را با استراتژی تاریخ اکران اواسط سال ۲۰۲۱ برای هر سه فیلم به دست آورده بود.
خیابان ترس قسمت سوم: ۱۶۶۶ در پارک تاریخی ایالتی لس آنجلس در ۱۴ ژوئیه ۲۰۲۱ نمایش داده شد دو فیلم اول به ترتیب در ۲ و ۹ ژوئیه اکران شدند و فیلم سوم در ژوئیه ۲۰۲۱ منتشر شد.

## نقد و انتقاد
در وب‌سایت جمع‌آوری نقد راتن تومیتوز، این فیلم بر اساس 99 نقد، با میانگین امتیاز 7.3/10، دارای 89% محبوبیت است.